# Hyper Search
Hyper Search és un motor de cerca basat en l'anàlisi d'enllaços creat per l'investigador italià Massimo Marchiori.